# Studio Puyukai
Studio Puyukai (スタジオぷYUKAI Sutaijo Puyukai?) es la división de producción de anime y unidad de creadores de la empresa Medicrie Co., Ltd. (株式会社メディクリエ Kabushiki gaisha Medikurie?), cuya sede se encuentra en Tsukuba, Prefectura de Ibaraki.

## Descripción general
Principalmente se encarga de la producción de cortos de anime, especialmente de obras de Kadokawa. El responsable del estudio es Minoru Ashina.
El nombre del estudio proviene de la idea de que, incluso cuando las cosas se ponen difíciles o no son "divertidas", si les añades un "maru" (círculo o símbolo de aprobación: ○), podrías aliviar un poco la tensión.

## Trabajos

### Series de televisión
| Año  | Título                                              | Director      | Fecha de primera transmisión | Fecha de última transmisión | Eps. | Notas | Refs. |
| ---- | --------------------------------------------------- | ------------- | ---------------------------- | --------------------------- | ---- | --- | ----- |
| 2018 | Kaijū Girls: Ultra Kaijū Gijinka Keikaku 2nd Season | Minoru Ashina | 9 de enero de 2018           | 27 de marzo de 2018         | 12   | Secuela de Kaijū Girls: Ultra Kaijū Gijinka Keikaku.                                                                            | [ 4 ] |
| 2019 | Isekai Quartet                                      | Minoru Ashina | 10 de abril de 2019          | 26 de junio de 2019         | 12   | Un crossover chibi entre las series de novelas ligeras KonoSuba!, Overlord, Re:Zero kara Hajimeru Isekai Seikatsu y Yōjo Senki. | [ 5 ] |
| 2020 | Isekai Quartet 2                                    | Minoru Ashina | 15 de enero de 2020          | 1 de abril de 2020          | 12   | Secuela de Isekai Quartet. | [ 6 ] |
| 2022 | Yoru wa Neko to Issho                               | Minoru Ashina | 4 de agosto de 2022          | 11 de enero de 2023         | 30   | Adaptación del manga escrito e ilustrado por Kyuryu Z.                                                                          | [ 7 ] |
| 2025 | Snack Basue                                         | Minoru Ashina | 13 de enero de 2024          | 5 de abril de 2024          | 13   | Adaptación del manga escrito e ilustrado por Forbidden Shibukawa.                                                               | [ 8 ] |
| —    | Isekai Quartet 3                                    | Minoru Ashina | —                            | —                           | —    | Secuela de Isekai Quartet Movie: Another World.                                                                                 | [ 9 ] |

### Películas
| Año  | Título                                                             | Director      | Duración | Notas                                                                                                 | Refs.  |
| ---- | ------------------------------------------------------------------ | ------------- | -------- | --- | ------ |
| 2017 | Overlord Movie: Ple Ple Pleiades                                   | Minoru Ashina | 13m      | Episodios especiales de Overlord emitidos en cines.                                                   | [ 10 ] |
| 2018 | Macross Δ Movie: Gekijō no Walküre Specials                        | Minoru Ashina | 7m       | Especiales lanzados con el Blu-ray de Macross Δ Movie: Gekijō no Walküre.                             | [ 10 ] |
| 2018 | Re:Zero kara Hajimeru Isekai Seikatsu - Memory Snow - Manner Movie | Minoru Ashina | 3m       | Un derivado al estilo chibi de la serie de televisión de anime Re:Zero kara Hajimeru Isekai Seikatsu. | [ 10 ] |
| 2022 | Isekai Quartet Movie: Another World                                | Minoru Ashina | 112m     | Secuela de Isekai Quartet 2.                                                                          | [ 11 ] |

### ONAs
| Año  | Título                                           | Director      | Fecha de primera transmisión | Fecha de última transmisión | Eps. | Notas | Refs.  |
| ---- | ------------------------------------------------ | ------------- | ---------------------------- | --------------------------- | ---- | --- | ------ |
| 2010 | Agukaru                                          | Minoru Ashina | 17 de septiembre de 2010     | 1 de abril de 2014          | 5    | Historia original. | [ 12 ] |
| 2012 | Blood-C: None-None Gekijō                        | Minoru Ashina | 8 de abril de 2012           | 7 de octubre de 2012        | 7    | Un derivado al estilo chibi de la serie de televisión de anime Blood-C.                                                        | [ 10 ] |
| 2013 | Puchitto Gargantia                               | Minoru Ashina | 10 de abril de 2013          | 3 de julio de 2013          | 13   | Historia original. | [ 10 ] |
| 2014 | Agukaru: Play with Ibaraki-hen                   | Minoru Ashina | 6 de junio de 2014           | 21 de marzo de 2015         | 20   | Secuela de Agukaru. | [ 10 ] |
| 2014 | Madan no Ō to Vanadis: Tigre-kun to Vanadi-chu   | Minoru Ashina | 10 de octubre de 2014        | 6 de enero de 2015          | 13   | Un derivado al estilo chibi de la serie de televisión de anime Madan no Ō to Vanadis.                                          | [ 10 ] |
| 2014 | Mobile Suit Gakuen: G-Reco Koushien              | Minoru Ashina | 25 de diciembre de 2014      | 26 de agosto de 2015        | 9    | Un derivado al estilo chibi de la serie de televisión de anime Gundam Reconguista in G.                                        | [ 10 ] |
| 2015 | Agukaru: Play with Ibaraki-hen Episode 0         | Minoru Ashina | 28 de marzo de 2015          | 28 de marzo de 2015         | 1    | Precuela de Agukaru: Play with Ibaraki-hen.                                                                                    | [ 10 ] |
| 2015 | Ple Ple Pleiades Special Edition                 | Minoru Ashina | 30 de septiembre de 2015     | 30 de septiembre de 2015    | 1    | Una edición especial de Pure Ple Pleiades lanzada en conmemoración del lanzamiento del primer volumen de BD y DVD de Overlord. | [ 10 ] |
| 2016 | Kaijū Girls: Ultra Kaijū Gijinka Keikaku         | Minoru Ashina | 27 de septiembre de 2016     | 13 de diciembre de 2016     | 12   | Historia original. | [ 13 ] |
| 2016 | Chen-Kuro Gakuen                                 | Minoru Ashina | 3 de diciembre de 2016       | 11 de febrero de 2017       | 3    | Adaptación del videojuego desarrollado por Sega.                                                                               | [ 10 ] |
| 2016 | Kuro-Nikuru Girls                                | Minoru Ashina | 16 de diciembre de 2016      | 23 de febrero de 2017       | 3    | Adaptación del videojuego desarrollado por Sega.                                                                               | [ 10 ] |
| 2017 | Yōjo Shenki Episode 0                            | Minoru Ashina | 6 de enero de 2017           | 6 de enero de 2017          | 1    | Un derivado al estilo chibi de la serie de televisión de anime Yōjo Senki.                                                     | [ 10 ] |
| 2017 | Yōjo Shenki                                      | Minoru Ashina | 10 de enero de 2017          | 3 de abril de 2017          | 12   | Secuela de Yōjo Shenki Episode 0.                                                                                              | [ 10 ] |
| 2017 | Guruguru Petit Anime Gekijō                      | Minoru Ashina | 14 de julio de 2017          | 22 de diciembre de 2017     | 24   | Un derivado al estilo chibi de la serie de televisión de anime Mahōjin Guruguru.                                               | [ 10 ] |
| 2017 | Shōjo Shūmatsu Jugyō                             | Minoru Ashina | 6 de octubre de 2017         | 22 de diciembre de 2017     | 12   | Un derivado al estilo chibi de la serie de televisión de anime Shōjo Shūmatsu Ryokō.                                           | [ 10 ] |
| 2018 | Overlord: Ple Ple Pleiades 2                     | Minoru Ashina | 9 de enero de 2018           | 3 de abril de 2018          | 13   | Secuela de Overlord: Ple Ple Pleiades.                                                                                         | [ 10 ] |
| 2018 | Overlord: Ple Ple Pleiades 3                     | Minoru Ashina | 10 de julio de 2018          | 2 de octubre de 2018        | 13   | Secuela de Overlord: Ple Ple Pleiades 2.                                                                                       | [ 10 ] |
| 2018 | Overlord: Ple Ple Pleiades - Clementine Tōbō-hen | Minoru Ashina | 23 de noviembre de 2018      | 23 de noviembre de 2018     | 3    | Un derivado al estilo chibi de la serie de televisión de anime Overlord.                                                       | [ 10 ] |
| 2021 | Chibi Revenger                                   | Minoru Ashina | 12 de abril de 2021          | 20 de septiembre de 2021    | 24   | Un derivado al estilo chibi de la serie de televisión de anime Tokyo Revengers.                                                | [ 10 ] |
| 2022 | Overlord: Ple Ple Pleiades 4                     | Minoru Ashina | 5 de julio de 2022           | 27 de septiembre de 2022    | 13   | Secuela de Overlord: Ple Ple Pleiades 3.                                                                                       | [ 10 ] |
| 2022 | Kagejitsu!                                       | Minoru Ashina | 26 de octubre de 2022        | 15 de febrero de 2023       | 17   | Un derivado al estilo chibi de la serie de televisión de anime Kage no Jitsuryokusha ni Naritakute!.                           | [ 10 ] |
| 2023 | Yoru wa Neko to Issho Season 2                   | Minoru Ashina | 8 de marzo de 2023           | 15 de noviembre de 2023     | 30   | Secuela de Yoru wa Neko to Issho.                                                                                              | [ 14 ] |
| 2023 | Synduality: Kagaku Kōza                          | Minoru Ashina | 12 de julio de 2023          | 20 de marzo de 2024         | 13   | Un derivado al estilo chibi de la serie de televisión de anime Synduality: Noir.                                               | [ 10 ] |
| 2023 | Kagejitsu! Second                                | Minoru Ashina | 4 de octubre de 2023         | 20 de diciembre de 2023     | 12   | Secuela de Kagejitsu!. | [ 10 ] |
| 2023 | Ple Ple Pleiades × Kagejitsu!                    | Minoru Ashina | 31 de octubre de 2023        | 31 de octubre de 2023       | 1    | Un crossover chibi entre las series Overlord: Ple Ple Pleiades y Kagejitsu!.                                                   | [ 10 ] |
| 2024 | Yoru wa Neko to Issho Season 3                   | Minoru Ashina | 4 de diciembre de 2024       | —                           | —    | Secuela de Yoru wa Neko to Issho Season 2.                                                                                     | [ 15 ] |

### OVAs
| Año  | Título                                               | Director      | Fecha de primera transmisión | Fecha de última transmisión | Eps. | Notas                                                                                       | Refs.  |
| ---- | ---------------------------------------------------- | ------------- | ---------------------------- | --------------------------- | ---- | ------------------------------------------------------------------------------------------- | ------ |
| 2009 | Yonimo Kimyō na Man☆Gatarō                           | Minoru Ashina | 6 de marzo de 2009           | 10 de abril de 2009         | 8    | Historia original.                                                                          | [ 10 ] |
| 2010 | Boku, Otaryman.                                      | Minoru Ashina | 29 de enero de 2010          | 29 de enero de 2010         | 1    | Adaptación del manga escrito e ilustrado por Yoshitani. Coproducción junto a Panda Factory. | [ 10 ] |
| 2011 | Spelunker Sensei                                     | Minoru Ashina | 16 de marzo de 2011          | 16 de marzo de 2011         | 1    | Historia original.                                                                          | [ 10 ] |
| 2016 | Overlord: Ple Ple Pleiades - Nazarick Saidai no Kiki | Minoru Ashina | 30 de septiembre de 2016     | 30 de septiembre de 2016    | 1    | Secuela de Overlord: Ple Ple Pleiades.                                                      | [ 16 ] |

### Especiales
| Año  | Título                                      | Director      | Fecha de primera transmisión | Fecha de última transmisión | Eps. | Notas                                                                                                 | Refs.  |
| ---- | ------------------------------------------- | ------------- | ---------------------------- | --------------------------- | ---- | --- | ------ |
| 2015 | Overlord: Ple Ple Pleiades                  | Minoru Ashina | 25 de septiembre de 2015     | 24 de febrero de 2016       | 8    | Un derivado al estilo chibi de la serie de televisión de anime Overlord.                              | [ 10 ] |
| 2016 | Re:Zero kara Hajimeru Break Time            | Minoru Ashina | 8 de abril de 2016           | 17 de junio de 2016         | 11   | Un derivado al estilo chibi de la serie de televisión de anime Re:Zero kara Hajimeru Isekai Seikatsu. | [ 17 ] |
| 2016 | Re:Petit kara Hajimeru Isekai Seikatsu      | Minoru Ashina | 24 de junio de 2016          | 23 de septiembre de 2016    | 14   | Secuela de Re:Zero kara Hajimeru Break Time.                                                          | [ 18 ] |
| 2016 | Macross Δ: Delta Shōgekijō                  | Minoru Ashina | 22 de julio de 2016          | 24 de marzo de 2017         | 9    | Un derivado al estilo chibi de la serie de televisión de anime Macross Δ.                             | [ 10 ] |
| 2017 | Chein Kuro-Nikuru!!                         | Minoru Ashina | 8 de enero de 2017           | 4 de abril de 2017          | 12   | Adaptación del videojuego desarrollado por Sega.                                                      | [ 10 ] |
| 2017 | Chein Kuro-Nikuru!! Kanketsu-hen            | Minoru Ashina | 23 de junio de 2017          | 23 de junio de 2017         | 1    | Secuela de Chein Kuro-Nikuru!!.                                                                       | [ 10 ] |
| 2020 | Re:Zero kara Hajimeru Break Time 2nd Season | Minoru Ashina | 10 de julio de 2020          | 26 de marzo de 2021         | 25   | Secuela de Re:Zero kara Hajimeru Break Time.                                                          | [ 10 ] |
| 2024 | Re:Zero kara Hajimeru Break Time 3rd Season | Minoru Ashina | 3 de octubre de 2024         | 27 de marzo de 2025         | 16   | Secuela de Re:Zero kara Hajimeru Break Time 2nd Season.                                               | [ 10 ] |